# Heinrich Besold
Heinrich Besold (18 de Outubro de 1920 - ) foi um comandante de U-Boot que serviu na Kriegsmarine durante a Segunda Guerra Mundial.